# Naringenin
Naringenin je flavanon, tip flavonoida. Smatra se da ima bioaktivno dejstvo na ljudsko zdravlje kao antioksidans, sakupljač slobodnih radicala , antiinflamatorno sredstvo, promoter ugljeno hidratnog metabolizma, i mogulator imunskog sistema. On je predominantni flavanon u grejpfrutu.

## Biodegradacija
Cunninghamella elegans, gljivični model organizam sisarskog metabolizma, se može koristiti za studiranje naringenin sulfacije.